# Limba cariană
Limba cariană este o limbă moartă, indo-europeană, din grupa limbilor anatoliene, vorbită în districtul sud-vestic al Asiei Mici. Era probabil o limbă care descindea din limba luwiană și era strâns legată de limba lidiană. Primele atestări documenatre ale limbii cariene datează din secolele VII-VI î.H.. Acestea nu provin în special din Caria, ci din Egipt și Lidia.

### Fonetică
În limba cariană sunt 5 vocale simple, care formau o serie de diftongi, numărul de consoane a fost extins prin adăugarea palatalei [n] și a sunetului [l]. De asemena, exista un număr de consoane aspirate: [kh], [th], [ph]. Sistemul vocalic egipto-carian avea un sistem ce conținea alternanțe grafice: i alterna cu j, n alterna cu w.

### Fonologie
J.D. Adiego considera că limba cariană are 5  consoane oclusive: <t>, <kʼ>, <k>, și p . De asemenea existau și trei consoane fricative /sʼ/, /š/ și /ç/.

### Morfologie
Morfologie verbală
Relicvele conjugării cariene descoperite în inscripții dovedesc faptul că structura verbală a limbii hitite a fost conservată aici: morfemul pentru trecut, singular era -un (hitita avea -hun și -un), terminația la persoana a II-a era -t din indo-europeanul *-ti . Morfologia verbală nu este o dovadă a faptului că limba cariană aparține grupului indo-european de limbi, numit anatolian. De exemplu, pe o inscripție s-a descoperit forma cariană a numelui lycian Natrbbijẽmi (sau Natrbbiyẽmi), aceasta ar sugera faptul că există un sufx al participiului -m , ceea ce ar corespunde luwianului -mma/i- și lycianului -me/i-. După Trevor Bryce și Jan Zahle, prima parte a cuvântului Natrbbiyẽmi provine de la zeul lician Natri. A doua parte, -biyẽmi ar fi egală cu -piyẽmi care este un participiu trecut al verbului lician -piyẽ (a da), ceea ce ar corespunde grecescului -dotos, de aceea Natri ar putea fi corespondentul lycian al lui Apollo sau epitetul acestuia.
Morfologie substantivală
Substantivele aveau în mod clar două genuri: comun și neutru și puteau fi declinate, deși toate cazurile erau aglutinante rezultând dintr-un sufix pronominal (ca -z pentru cazul ablativ-instrumental).
Valoarea sonoră
În prezent, valoarea sonoră de 27 de litere din 45 este considerată a fi stabilită cu precizie. Unele dintre acestea sunt:
| Semn | Sunet carian | Sunet grecesc |
| ---- | ------------ | ------------- |
| Γ    | b            | g             |
| Δ    | l            | d             |
| E    | ù            | e             |
| F    | r            | w             |
| I    | λ            | i             |
| Λ    | b            | l             |
| N    | m            | n             |
| C    | d            | s             |
| Φ    | ñ            | ph            |
| Ψ    | n            | ps            |